# Četekovac
Četekovac is een plaats in de gemeente Mikleuš in de Kroatische provincie Virovitica-Podravina. De plaats telt 252 inwoners (2001).